# Éditions Prise de parole
Les Éditions Prise de parole sont une maison d'édition franco-ontarienne de Sudbury.

## Activités et collections
La maison d’édition se veut ancrée dans le Nouvel-Ontario et se donne pour mandat d'appuyer « les auteurs et les créateurs d’expression et de culture française au Canada, en privilégiant des œuvres de facture contemporaine ». La maison publie romans, récits, contes et nouvelles, poésie et théâtre, ainsi que des études et des essais en sciences humaines et sociales portant sur la francophonie canadienne.
La maison compte 250 titres à son catalogue et elle publie environ seize ouvrages par année. Elle regroupe différentes collections dont les principales sont : Agora - études savantes en sciences humaines sur la francophonie, privilégiant une perspective canadienne; BCF - Bibliothèque canadienne-française, qui rassemble les œuvres marquantes de l'Acadie, de l'Ontario français et de la francophonie de l'Ouest canadien; Cognitio - manuels et ouvrages de synthèse en sciences humaines, destinés en priorité aux programmes postsecondaires du Canada français; Épistémè - études savantes en sciences humaines d'auteurs de la francophonie canadienne. Elle publie également la revue Nouvelles perspectives en sciences sociales. L'organisme tient diverses activités dont les soirées « La Cuisine de la poésie ».
Prise de parole est membre du Regroupement des éditeurs franco-canadiens (REFC). Les distributeurs de Prise de parole sont Diffusion Dimédia au Canada et DNM -Librairie du Québec à Paris en France.

## Historique
Fondée en 1973, Prise de parole est la doyenne des maisons d'édition de l'Ontario français. La maison d'édition est née dans la foulée du mouvement d’affirmation culturelle qui, au début des années 1970 à Sudbury, a donné naissance à plusieurs organismes artistiques, dont le Théâtre du Nouvel-Ontario et la Galerie du Nouvel-Ontario. À l’issue d’un atelier de création littéraire à l'Université Laurentienne, de jeunes écrivains dont Gaston Tremblay, fondent la maison d'édition dont la première parution, le recueil Lignes-Signes, survient le 5 mai 1973. Durant les cinq premières années de son activité, la maison publie une quinzaine d’œuvres au total, notamment en théâtre et en poésie, dont Les conséquences de la vie et L’espace qui reste de Patrice Desbiens.
À partir de 1980, la production annuelle augmente et se diversifient pour accueillir des romans, dont les best-sellers La Vengeance de l’orignal de Doric Germain et la trilogie Les Chroniques du Nouvel-Ontario d’Hélène Brodeur), puis des études sur la réalité franco-ontarienne. La maison remporte un premier prix du Gouverneur général en 1989 pour la pièce Le Chien, de Jean Marc Dalpé. En 2013 et en 2015, Prise de parole est finaliste au prix du premier ministre pour l’excellence artistique. En 2016, Prise de parole adopte un mode de gestion en codirection générale.

## Auteurs publiés
- Pierre Albert[9]
- Marguerite Andersen
- Charlie Angus
- Margaret Atwood
- Estelle Beauchamp
- Robert Bellefeuille
- Roger Bernard
- Michel Bock
- Hédi Bouraoui
- Hélène Brodeur
- Benoît Cazabon
- Herménégilde Chiasson
- France Daigle
- Michel Dallaire
- Jean-Marc Dalpé
- Patrice Desbiens
- Robert Dickson
- René Dionne
- Fernand Dorais
- Alain Doom
- Daniel Dugas
- Françoise Enguehard
- Rolande Faucher
- Sylvie Maria Filion
- Vittorio Frigerio
- Guy Gaudreau
- Michel Gaulin
- Doric Germain
- Gaétan Gervais
- Claude Guilmain
- Brigitte Haentjens
- Maurice Henrie
- Tomson Highway
- Lucie Hotte
- Véronique-Marie Kaye
- Nicolas Landry
- Myriam Legault
- Germain Lemieux
- Patrick Leroux
- Roger Levac
- David Lonergan
- René Lussier
- Melchior Mbonimpa
- Robert Marinier
- Fernand Ouellet
- François Ouellet
- Michel Ouellette
- André Paiement
- Robert Paquette
- François Paré
- Jean-Pierre Pichette
- Daniel Poliquin
- Maurice Raymond
- Normand Renaud
- Paul Savoie
- Marcel-Romain Thériault
- Théâtre de la Vieille 17
- Michèle Vinet